# Dymasius cos
Dymasius cos là một loài bọ cánh cứng trong họ Cerambycidae.